# Баранов, Николай Михайлович (художник)
Николай Михайлович Баранов (23 мая 1929, Мичково, Ивановская Промышленная область — 27 апреля 2009, Владимир) — советский и российский художник-график, заслуженный художник Российской Федерации (1997).

## Биография
Родился 23 мая 1929 года в деревне Мичково Селивановского района (ныне — Владимирской области). В связи с тяжелым заболеванием, старший брат вывез мальчика во Владимир, откуда врачи направили подростка в костно-туберкулезный санаторий в Белокуриху, где его желание рисовать заметила одна из московских педагогов. После санатория он окончил семилетку в соседней деревне Малышево.
Позднее, во Владимире, учился в ремесленно-художественном училище № 1 (директор П. А. Савкин), а по окончании некоторое время работал художником-оформителем в театре, был секретарём комсомольской организации на Тракторном заводе, работал в музее.
В 1960 году окончил Ивановское художественное училище.
С 1967 года был принят в члены Союза художников РСФСР.
С 1985 по 1992 год являлся председателем Правления Владимирского объединения Союза художников России. В разные годы был делегатом нескольких съездов Союза художников РФ и СССР, избирался членом правления СХ России. Являлся автором книги «Мы вышли из войны».
Скончался 27 апреля 2009 года во Владимире.
Жена — Валентина Ивановна Титова (издала альбом «Владимирские мотивы в графике Н. В. Баранова», а также книгу «Тропинками памяти»).

## Творчество
В молодости художник занимался шаржами, делал рисунки и бытовые зарисовки, позднее работал в технике линогравюры, офорта, занимался цинкографией.
В конце 1960-х, после поездки на русский Север, появилась серия рисунков и эстампов на тему жизни поморов. С 1980-х годов в сферу интересов художника входит живопись.
Несколько акварелей художника на бытовую тему хранятся в коллекции Владимиро-Суздальского музея-заповедника.

## Выставки
Первые выставочные работы — серия линогравюр на тему города Владимира, Гражданской и Великой Отечественной войны, на производственную тему. Персональные выставки состоялись во Владимире, Иванове, Муроме (все — в 1979), в Москве (1967,1975), во Владимире (1985,1995,1998,1999).
- 1964 (впервые участвовал в зональной художественной выставке в Москве с графической работой «Старый Владимир», вошедшей затем в серию «Владимир»).
- 1967 (вместе с Валерием Рыбаковым, Москва, редакция журнала «Смена»[3])

## Награды
- Заслуженный художник Российской Федерации (1997)[4]
- Лауреат премии Российского профсоюза работников культуры